# Verbandsgemeinde Simmern/Hunsrück
La comunità amministrativa di Simmern/Hunsrück (Verbandsgemeinde Simmern/Hunsrück) era una comunità amministrativa della Renania-Palatinato, in Germania.
Faceva parte del circondario del Reno-Hunsrück.
A partire dal 1º gennaio 2020 è stata unita alla comunità amministrativa di Rheinböllen per costituire la nuova comunità amministrativa Simmern-Rheinböllen.

## Suddivisione
Comprendeva 32 comuni:
1. Altweidelbach
2. Belgweiler
3. Bergenhausen
4. Biebern
5. Bubach
6. Budenbach
7. Fronhofen
8. Holzbach
9. Horn
10. Keidelheim
11. Klosterkumbd
12. Külz (Hunsrück)
13. Kümbdchen
14. Laubach
15. Mengerschied
16. Mutterschied
17. Nannhausen
18. Neuerkirch
19. Niederkumbd
20. Ohlweiler
21. Oppertshausen
22. Pleizenhausen
23. Ravengiersburg
24. Rayerschied
25. Reich
26. Riegenroth
27. Sargenroth
28. Schönborn
29. Simmern/Hunsrück (città)
30. Tiefenbach
31. Wahlbach
32. Wüschheim

Il capoluogo era Simmern/Hunsrück.